# Козлов, Георгий Савельевич
Георгий Савельевич Козлов (12 ноября 1883, Водивцево, Псковская губерния, Российская империя — 27 августа 1937, Каргасок, Томская область, СССР) — русский офицер, полковник, кавалер Ордена Святого Великомученика и Победоносца Георгия IV-й степени, участник Первой мировой войны.

## Биография
Православный, из крестьян, уроженец с. Водивцево Псковской губернии. Общее образование получил в Саратовском I-ом Александро-Мариинском реальном училище, военное — Санкт-Петербургское пехотное юнкерское училище по 1-му разряду в 1906 году.
Участник Первой мировой войны в составе 22-го Сибирского стрелкового полка. Контужен 11.11.1914 г. в бою с германцами у д. Дуплица Дуже, остался в строю. Ранен 11.12.1914 г. при атаке у д. Курабки, по выздоровлении вернулся в строй — на 31.01.1915 г.
Подполковник Г. С. Козлов награждён орденом Святого Георгия IV-й степени за то, что

"…. в бою 4-го сентября 1915 года у д. Микелевщизна, будучи обойден немцами в тыл, под губительным огнем пехоты и артиллерии противника, невзирая на его превосходство в силах, бросился с двумя ротами своего батальона в решительную атаку на немцев, заставил их отойти и удерживал дальнейшее их наступление, пока наша артиллерия и соседние части не устроились на новой позиции. В течение всего боя, подполковник Козлов служил лично примером для нижних чинов мужественного и самоотверженного исполнения своего долга и воодушевлял их на геройское сопротивление.
Повторно контужен 21.06.1916 г. под колонией Дубовая Корчма. В дальнейших боях был ранен 18.09.1916 г. в бою на берегу р. Волица западнее дер. Жаркув, оставлен на поле сражения. Числился пропавшим без вести. Находился в плену в Германии.
В 1919 проживал в г. Житомире. Взят на учёт органами ЧК. На 1930 г. проживал там же. Работал в Окрземуправлении. В 1937 проживал в с. Каргасок Томской обл. Арестован 29.06.1937 г. 25.07.1937 г. по обвинению в участии в контр-революционной кадетско-монархической и эсеровской организации приговорен к высшей мере наказания, расстрелян. Реабилитирован 07.02.1958 г.

## Награды
1914 г. — орден Св. Станислав III ст. (ВП 17.05.1914);
1915 г. — орден Св. Владимир IV ст. с мечами и бантом (ВП 16.06.1915);
1915 г. — орден Св. Анна III ст. с мечами и бантом (ВП 03.12.1915);
1916 г. — орден Св. Анна IV ст. с надписью «За храбрость» (ВП 31.01.1916);
1916 г. — мечи и бант к ордену Св. Станислава III ст. (ВП 06.06.1916);
1916 г. — орден Святого Георгия IV-й степени (ВП 20.08.1916);
1916 г. — орден Св. Станислав II ст. с мечами (ВП 02.11.1916);
1916 г. — орден Св. Анна II ст. с мечами (ВП 06.11.1916).